# Junya Koga
Junya Koga (em japonês:  古賀 淳也, Koga Junya; Kumagaya, 21 de julho de 1987) é um nadador japonês, especialista no nado costas e campeão mundial na prova dos 100 metros costas no Campeonato Mundial de Esportes Aquáticos de 2009.